# Javier Duarte de Ochoa
Javier Duarte de Ochoa (Veracruz, 19 settembre 1973) è un avvocato e politico messicano, è stato il governatore di Veracruz dal 2010 al 2016,, giorno in cui si è dimesso per le accuse di corruzione e arricchimento illecito.
Il suo posto è stato preso 48 giorni dopo dal Segretario Generale del Governo, Flavino Ríos Alvarado. Il 25 ottobre fu espulso dal suo partito, il Partito Rivoluzionario Istituzionale.  Dal 20 ottobre 2016 latitante per la giustizia, fu ricercato da PGR e INTERPOL. È stato arrestato il 15 aprile 2017 nella località turistica di Panajachel, in Guatemala. Il 17 luglio fu estradato in Messico. In data 21 agosto 2018, la Procura della Repubblica ha riclassificato l'accusa di criminalità organizzata (da 20 a 40 anni di reclusione) in quella di associazione per delinquere (da 5 a 10 anni di reclusione). Duarte è stato condannato a 9 anni di reclusione dopo essersi lui stesso dichiarato colpevole dei reati di operazioni con risorse di provenienza illecita e associazione a delinquere..

## Biografia
Ex deputato federale del XVI distretto di Veracruz, con sede a Córdoba nella 61ª legislatura. Ha servito come governatore di Veracruz dal 1º dicembre 2010 al 12 ottobre 2016, giorno in cui, tra accuse di corruzione e arricchimento illecito, fece domanda per una licenza al Congresso di Stato.

### Chemioterapie false
Il governatore Miguel Ángel Yuness ha rivelato che durante l'amministrazione di Javier Duarte a Veracruz, i bambini che soffrivano di cancro ricevettero acqua distillata anziché i loro farmaci chemioterapici. Il governatore Yunes ha dichiarato nel corso di una conferenza stampa: "Abbiamo già un risultato di laboratorio che dimostra che il farmaco somministrato ai bambini, una chemioterapia, non era in realtà un farmaco, ma un composto inerte, praticamente acqua distillata".
Javier Duarte venne indagato per la presunta deviazione di 504 milioni di pesos, corrispondente al 20,47 milioni di €, da 4 comuni del distretto di Veracruz.

### Corpi di Boca del Río
Nel 2011 Veracruz, come il resto del paese, stava vivendo una crisi di forte insicurezza dovuta all'attività del crimine organizzato. Il 20 settembre 2011, nel comune di Boca del Río, 35 corpi di uomini e donne furono gettati di fronte all'edificio in cui si teneva l'XI° Incontro Nazionale dei Presidenti delle Corti superiori di giustizia, degli avvocati generali e dei procuratori della giustizia. L'incontro era diretto da Marisela Morales Ibáñez, allora capo dell'Ufficio del procuratore generale.

### Assassinio di giornalisti
Due anni dopo l'inizio del suo governo, si contavano nove giornalisti assassinati e due rapiti, tra cui Regina Martínez, giornalista di una rivista che ha condotto un'indagine sui presunti legami tra funzionari pubblici e traffico di droga. In risposta a ciò, il governo dello stato, ha annunciato la costituzione di una commissione per indagare sul crimine e sulle sue possibili relazioni con le pubblicazioni della giornalista. L'associazione internazionale Reporter senza frontiere descrisse Veracruz come uno dei distretti più pericolosi in cui praticare giornalismo. Questa era anche l'opinione di altri giornalisti rapiti e uccisi, come Gregorio Jiménez de la Cruz.
Duarte ha proposto al Congresso di Stato la creazione di una Commissione per la protezione dei giornalisti di Veracruz, per assistere e proteggere la loro integrità, nonché per promuovere le condizioni per il libero esercizio della professione giornalistica, approvata all'unanimità in sessione straordinario il 5 luglio 2012.
Il 1º agosto 2015, il fotografo messicano Rubén Espinosa Becerril, corrispondente dell'editoriale Cuartoscuro e della rivista Proceso, venne ucciso insieme ad altre quattro persone nel quartiere di Città del Messico di Narvarte. Espinosa era nella capitale in quanto, secondo le sue dichiarazioni, si sentiva minacciato nello stato di Veracruz. In un'intervista prima dell'accaduto, ha accusato il governo Duarte di essersi sottomesso alla criminalità organizzata. Nadia Vera, una delle vittime uccise insieme a Rubén Espinosa, mesi prima della sua morte, ha ritenuto Duarte e il suo gabinetto responsabili di tutto ciò che gli è successo.

### Ghost Company Network, in italiano, Rete di Compagnie Fantasma
Nel maggio 2014, un'indagine sull'ambiente politico e l'associazione dei cittadini messicani contro la corruzione e l'impunità, ha rivelato che durante la gestione di Javier Duarte si sarebbe formata una rete di compagnie fantasma, facilitate da gare pubbliche alle quali sono stati direttamente assegnati contratti, principalmente legati alla politica sociale, come la lotta contro la povertà o l'assistenza.  Queste società furono legalmente create immediatamente dopo l'inizio del governo Duarte, ma il loro domicilio corrispondeva a luoghi abbandonati o a responsabili, che, dopo aver ricevuto i contratti scomparvero, oltre a concordare sul fatto che alcuni di loro avevano partner in comune.
A seguito della relazione, il Tax Administration Service (SAT) messicano avviò un'indagine nei confronti di tali società. Nell'ottobre 2016, l'elenco stabilito dal Ministero del Tesoro messicano era composto da 69 società che non avevano dimostrato la loro esistenza e che presumibilmente avevano effettuato operazioni simulate. Il quotidiano messicano, Animal Politico, aveva verificato che la registrazione di alcune di queste società fantasma era stata fatta da persone non direttamente ad esse collegate e delle quali la loro firma venne utilizzata solo per il processo di scarico di responsaiblità dinanzi al Tesoro. L'Organismo di Vigilanza Superiore (ORFIS) dello Stato di Veracruz ha aggiunto altri 131 contratti stipulati in questa stessa forma di operazione, per un totale di 950 milioni pesos (circa 46 milioni di dollari) di fondi pubblici. L'ORFIS ha aperto il fascicolo OFS n° 3275/06/2016 per questa causa e ha avviato un'indagine penale.
Uno degli ex controllori del governo Duarte, Iván López Fernández, ha affermato che il numero totale di società sospette raggiunse la quota di 600, capillarmente distribuite in tutta l'amministrazione statale, per le quali avrebbe informato l'ASF.
La giornalista Denisse Maeker rivelò, il 17 ottobre 2016, di un mandato di arresto emesso da un giudice contro Javier Duarte e diversi suoi collaboratori, per una denuncia presentata dal Ministero delle finanze e del credito pubblico e per il suo presunta responsabilità in reati di criminalità organizzata e operazioni con risorse di origine illecita. Secondo il presidente della Sezione istruttori della Camera dei deputati, Ricardo Ramírez Nieto, Duarte perse la sua giurisdizione costituzionale in quanto richiese una licenza mentre si trovava in carica. Al contrario, Javier Bolaños Aguilar, presidente della Camera, ha dichiarato che il politico poteva ancora mantenere la giurisdizione di governatore autorizzato, mentre Rafael Hernández, membro del sottocomitato per il pre-esame della Camera, ha chiarito che sarebbe stato necessario chiedere le sue dimissioni. Inoltre, secondo il governatore di Veracruz Miguel Angel Yunes Linares, Duarte lasciò lo stato a bordo di un elicottero il 15 ottobre 2016, fatto che non venne preso in considerazione fino a quando non venne arrestato il 15 aprile 2017 in Guatemala.

### Espulsione PRI
Il 25 ottobre 2017 la Commissione nazionale di giustizia partigiana del Partito rivoluzionario istituzionale decise di espellerlo per "mancanza di probità". In questo senso, il senatore del PRI Arturo Zamora ha affermato che Duarte "è una persona che con il suo comportamento non solo ha violato il codice etico, ma ha anche influenzato i diritti e gli interessi dei militanti e del partito stesso ». Duarte, quando fu il momento di essere giudicato, non comparve davanti alla Commissione, perdendo il diritto di difendersi.

### Passaporti falsi all'aeroporto
L'11 novembre 2016 la polizia ha arrestato Mario Medina, cugino di Karime Macías, in quanto era in possesso di due passaporti falsi che mostravano, in modo alterato, fotografie di Javier Duarte e di sua moglie, rispettivamente con i nomi di Alex Huerta Del Valle e Gabriela Ponce Arriaga. Medina venne arrestato all'aeroporto internazionale di Tapachula, in Chiapas, a causa del suo atteggiamento nervoso, poi risultato in possesso di documenti giudicati falsificati dal Ministero degli Affari Esteri. Dopo essere stati rilasciati, ma accusati di falsificazione di documenti, Medina rivelò all'ufficio del procuratore messicano due possibili posizioni su Duarte e di sua moglie, riferendo che i documenti avevano lo scopo di consentire la fuga dell'ex governatore in Guatemala.
In seguito alla pubblicazione delle foto di passaporti, social media come Twitter e Facebook diffusero meme beffarde che si sono trasformate in tendenze nazionali, principalmente quelle relative al capitolo Simpsons, Fear of Flying, a causa della somiglianza della foto di Duarte nel passaporto con il personaggio de I Simpson, Guy Incognito (Cosme Fulanito in America Latina).

### Trovare soldi a Città del Messico
Nel gennaio 2017, la PGR si è recata presso via Amores a Colonia del Valle a Città del Messico. La denuncia anonima affermava che il fuggitivo Duarte si trovava in quella casa. Ma la polizia non ha trovò l'ex governatore, ma comunque vennero trovate scatole piene di pesos messicani, pari ad valore di 23 milioni, circa 1 milione 128 010 dollari USA, due centenari d'oro e un disco rigido. Il denaro fu restituito dalla PGR alla pubblica amministrazione di Veracruz.

### Ricerca di magazzini a Cordova
Il 20 febbraio 2017, la polizia di Veracruz rinvenne in una cantina a Cordova oggetti appartenenti a Javier Duarte e Karime Macías, tra i quali oggetti di solito utilizzati dal reparti di assistenza sociale, come sedie a rotelle e dispense, oggetti sontuosi come opere d'arte, mazze da golf, piatti, oggetti da collezione, così come i ritratti del fuggitivo e sua moglie e una vasta collezione di documenti. Tra questi, i quaderni Mont Blanc e Moleskine, in cui erano presenti annotazioni di due persone, presumibilmente corrispondenti a Duarte e Macías. Negli appartamenti di Macías, vennero anche trovate liste probabilmente relative a conti bancari, proprietà appartenenti ad entrambi, elenchi di nomi con presunti beneficiari e schemi di funzionamento di diverse risorse pubbliche. Secondo l'ufficio del procuratore di Veracruz, le indicazioni preliminari trovate nei quaderni collegherebbero Karime Macías nella pianificazione e nell'esecuzione della condotta criminale. Nei quaderni misero in risalto la frase ripetuta, "se merito l'abbondanza".
I materiali sono sotto inchiesta da parte delle autorità messicane, materiali risultati appartenere a Isaac Domínguez Acosta, un ex impiegato della pubblica amministrazione di Veracruz.

### Cattura
Il 15 aprile 2017, il procuratore generale (PGR) annunciò la cattura di Duarte, in collaborazione delle autorità guatemalteche. L'ex governatore venne localizzato e catturato e pronto l'estradizione intorno alle 20:00, in un hotel di Panajachel, nel dipartimento di Sololá. In una dichiarazione, il procuratore generale ha informato che, sulla base di "indagini condotte dalle unità che compongono il gabinetto di sicurezza del governo della Repubblica e con il sostegno dell'ufficio centrale dell'Interpol in Guatemala, Javier Duarte de Ochoa venne localizzato in quel paese e detenuto a fini di estradizione nel comune di Panajachel, dipartimento di Sololá. " La detenzione fu effettuata con il sostegno della polizia civile nazionale e della Procura generale della Repubblica del Guatemala. La PGR imputa a Duarte l'appropriazine indebita di 253 milioni di pesos dai fondi pubblici dei Secretariats of Health and Education, pari a 10,28 milioni di €.  Secondo il quotidiano digitale messicano Animal Político, il suo arresto era dovuto al fatto che le autorità tenevano traccia dei spostamenti dei suoi parenti, in particolare "di un volo preso per andarlo a trovare in Guatemala questo fine settimana".

### Estradizione
Dopo la sua cattura in Guatemala, il Ministero degli Affari Esteri ha informato l'ambasciata messicana che il governo aveva 60 giorni per presentare una richiesta formale di estradizione. Questa richiesta fu formalizzata il 7 giugno 2017, e, in breve , prima di un mese dopo, il 4 luglio 2017, Duarte accettò di essere estradato in Messico: "Ho deciso di parlare in relazione ai crimini federali di cui sono accusato, dal momento che non ho commesso tali crimini ed è mio desiderio dimostrarlo prima alla magistratura della federazione del mio paese. " Il processo si concluse tredici giorni dopo con l'estradizione dell'ex governatore in Messico. Il governo guatemalteco aveva" richiesto con prontezza alle sue controparti messicane nel processo ". Considerata la permanenza di Duarte nel vostro paese come un "rischio". «È un prigioniero ad alto rischio. Ci sono gruppi criminali in Guatemala che sono pronti ad assassinarlo ", disse Francisco Rivas, ministro degli interni del Guatemala.
Durante il suo arresto in Guatemala, furono tenute tre udienze sul caso Duarte. Nella prima, del 19 aprile 2017 davanti alla Quinta Corte, venne accusato e condannato per traffico di stupefacenti e di crimini contro l'ambiente, accusa formalizzata dal tribunale, per cui ordinarono la sua detenzione nel centro di prigione preventiva di Matamoros. Nel secondo, il 27 giugno 2017 dinanzi alla Terza Corte venne accusato e condannato per traffico di stupefacenti e crimini contro l'ambiente. Duarte accettò la sua estradizione in Messico "per i crimini dovuti ad abuso di autorità, violazione del dovere legale, peculato, e traffico di influenze",  reati riconosciuti dalla Procura di Veracruz. Infine, alla terza udienza, il 4 luglio 2017 dinanzi alla Quinta Corte venne accusato e condannato per "traffico di stupefacenti e crimini contro l'ambiente". L'ex governatore ha accettato la sua estradizione in Messico "per i crimini compiuti in collaborazione con la criminalità organizzata e operazioni realizzate con risorse di origine illecita", crimini riconosciuti di giurisdizione federale. Venne poi trasferito dal Guatemala nella capitale messicana il 17 luglio 2017.